# Gregorio Arce de Sevilla
Gregorio Arce de Sevilla (Paredes de Nava, ? - Huancavelica, 23 de septiembre de 1633) fue un magistrado español y funcionario colonial en el Virreinato del Perú. Justicia mayor del Cuzco y gobernador de Huancavelica.

## Biografía
Fueron sus padres los palentinos Blas Arce de Sevilla y María Cardeñosa Abastos. Licenciado en Leyes, pasó al Perú nombrado relator de la Real Audiencia de Lima (1602), ejerció sus funciones con tal eficiencia que las autoridades virreinales le encargaron diversas misiones de confianza. Designado juez pesquisidor en el Cuzco por el virrey Príncipe de Esquilache, destituyó al corregidor Diego de Guzmán y Córdoba, encausando a los implicados en la muerte de Lorenzo Fernández de Carranza (1619). 
De retorno a Lima, siguió desempeñando su cargo en la Audiencia, hasta que el virrey Conde de Chinchón lo designó gobernador de Huancavelica (5 de febrero de 1632). Una vez que tomó posesión de su cargo se esforzó por aumentar los rendimientos obtenidos por la Real Hacienda, pero en su afán afectó intereses y habría sido envenenado durante un convite. Alcanzó a inculpar al minero Diego de Avendaño, quien trasladado a Lima fue puesto en libertad ante la ausencia de evidencias (1634). Ese mismo año, de manera póstuma (sin conocerse la noticia de su muerte en la Corte), fue promovido a Alcalde del crimen en la Audiencia.

## Matrimonio y descendencia
Se casó en Lima, el 1 de noviembre de 1602, con la limeña Francisca Celis de la Vega, hermana del maestro Feliciano de Vega y Padilla, posteriormente Arzobispo de México, con la cual tuvo a:
1. Francisco Arce de Sevilla, regidor perpetuo de Lima.
2. María Arce de Sevilla y de la Vega, casada con Alonso de Mesa y Ayala, oidor de Quito.

| Predecesor: Diego de Guzmán y Córdoba | Corregidor del Cuzco Justicia mayor 1619 | Sucesor: Gabriel Paniagua de Loaysa |
| Predecesor: Juan de la Celda          | Gobernador de Huancavelica 1632 - 1633   | Sucesor: Fernando de Saavedra       |